# ایگناسی ووکاشویچ
جان جوزف ایگناسی ووکاشویچ (لهستانی: Jan Józef Ignacy Łukasiewicz تلفظ صحیح نام خانوادگی قوکاشویچ؛ زاده ۸ مارس ۱۸۲۲
درگذشته ۷ ژانویه ۱۸۸۲) داروساز و پیشگام در صنعت نفت ارمنی‌تبار لهستانی، در سال ۱۸۵۶ اولین پالایشگاه نفت جهان را ساخت. وی با روش خود توانست برای اولین بار نفت سفید را از نفت خام جدا کند و بدین روش اولین چراغ نفتی را در سال ۱۸۵۳، اولین چراغ مدرن خیابانی را در سال ۱۸۵۳ و اولین چاه نفت مدرن را در سال ۱۸۵۴ به دنیا معرفی کند.
اقدامات خیرخواهانه او از جمله حمایت مالی از منطقه محل زندگیش، ساخت کلیسا و حمایت از مهاجران زبان زد خاص و عام است. وی در مورد نفت می‌گوید: «این مایع حیاتی دارایی آتی کشور است و منبعی برای درآمد فقرا و رفاه ساکنان این سرزمین است.»